# Ileana Iordache
Ileana Iordache (n. 1 iulie 1930, Găești, România – d. 13 septembrie 2021) a fost o actriță română de teatru, film și televiziune.

## Biografie
Ileana Iordache-Streinu s-a născut și a copilărit la Găești, unde tatăl său, Vladimir Streinu, era profesor. A absolvit în 1953 cursurile Institutului de Artă Teatrală și Cinematografică din București, la clasa profesorului Gheorghe Timică, fiind angajată imediat ca actriță la Teatrul Național „I.L. Caragiale” din București. A interpretat roluri mari atât din dramaturgia națională, cât și din cea universală. A lucrat cu regizori precum Sică Alexandrescu, Alexandru Finți, Horea Popescu, Ion Cojar, Andrei Șerban ș.a. A participat în turnee în țară și în străinătate (Franța - 1996 și Grecia - 1997). A fost distinsă cu Premiul Teatrului Național din București pe anul 1984. Începând din 2004 este societar de onoare al Teatrului Național din București.
Ileana Iordache a fost căsătorită cu scriitorul Nicolae Bogza (cunoscut cu pseudonimul Radu Tudoran).
Actrița Ileana Iordache a decedat la 13 septembrie 2021.

## Filmografie
- Pe răspunderea mea (1956)
- Mofturi 1900 (1965)
- Pantoful Cenușăresei (1969)
- Tănase Scatiu (1976)
- Bad Blood, regia Leos Carax, 1986
- Regina, regia Iura Luncașu, 2008
- Aniela, regia Iura Luncașu, 2009
- Moștenirea, regia Iura Luncașu, 2010